# Pasjemenik
Pasjemenik (lat. epididymis) je paran organ muškog spolnog sustava kojega nalazimo u muškim jedinkama svih sisavaca. Izvana gledano pasjemenik se dijeli na: glavu pasjemenika, tijelo pasjemenika i rep pasjemenika. 
Sastoji se od sustava kanalića koji su složeni u zavoje i čine režnjiće, a nastavljaju se na odvodne kanale sjemenika. Kanali pasjemenika se spajaju u jednu cijev pasjemenika (lat. ductus epididymidis) koja prelazi u sjemenovod. 
Cijev pasjemenika je duga (3-4m) ali i isprepletena, tako da čini tijelo i rep pasjemenika.
Muške spolne stanice nakon sazrijevanja putuju kroz sjemenik sve do repa pasjemenika gdje ostaju pohranjene do ejakulacije. Spermiji koji izlaze iz sjemenika nemaju sposobnost da plivaju naprijed i da oplode jajnu stanicu. Tijekom prolaza kroz pasjemenik spermiji prolaze kroz važne procese sazrijevanja što je nužno kako bi dobili te sposobnosti. Konačno sazrijevanje spermija odvija se tek u ženskom spolnom sustavu (kapacitacija).